# Zelandobius illiesi
Zelandobius illiesi är en bäcksländeart som beskrevs av Mclellan 1969. Zelandobius illiesi ingår i släktet Zelandobius och familjen Gripopterygidae. Inga underarter finns listade i Catalogue of Life.